# Tomislav Jagurinovski
Tomislav Jagurinovski (mazedonisch Томислав Јагуриновски, * 19. August 1998 in Skopje) ist ein nordmazedonischer Handballspieler.

## Karriere

### Im Verein
Tomislav Jagurinovski spielte bis 2020 in Nordmazedonien für RK Eurofarm Pelister und RK Metalurg Skopje. Ab 2020 stand er im Kader von RK Vardar Skopje. Dazwischen spielte er zeitweise in Island für Þór Akureyri und RK Tineks Prolet. Im Sommer 2025 wechselte er zum deutschen Zweitligisten Dessau-Roßlauer HV.

### In Auswahlmannschaften
Mit der nordmazedonischen Nationalmannschaft stand er 2022 im Kader für das Handballturnier bei den Mittelmeerspielen, wo sie den 4. Platz belegten. Bei der Weltmeisterschaft 2023 erzielte er ein Tor in einem Spiele. Er stand im Kader für die Europameisterschaft 2024 und belegte mit Nordmazedonien den 17. Platz. Bei der Weltmeisterschaft 2025 warf er vier Tore in fünf Spielen und belegte mit dem Team den 15. Platz.

## Privates
Er ist in einer Beziehung mit der deutschen ehemaligen Handballspielerin Anja Althaus.